# Liste der Baudenkmäler in Ahorntal
Auf dieser Seite sind die Baudenkmäler in der oberfränkischen Gemeinde Ahorntal zusammengestellt. Diese Tabelle ist eine Teilliste der Liste der Baudenkmäler in Bayern. Grundlage ist die Bayerische Denkmalliste, die auf Basis des Bayerischen Denkmalschutzgesetzes vom 1. Oktober 1973 erstmals erstellt wurde und seither durch das Bayerische Landesamt für Denkmalpflege geführt wird. Die folgenden Angaben ersetzen nicht die rechtsverbindliche Auskunft der Denkmalschutzbehörde.
 Diese Liste gibt den Fortschreibungsstand vom 19. August 2014 wieder und enthält 32 Baudenkmäler.

## Baudenkmäler nach Gemeindeteilen

### Adlitz
| Lage                   | Objekt                                                       | Beschreibung                                                                                 | Akten-Nr.              | Bild                        |
| ---------------------- | ------------------------------------------------------------ | -------------------------------------------------------------------------------------------- | ---------------------- | --------------------------- |
| In Adlitz (Standort)   | Kruzifix                                                     | Auf volutengeschmücktem Sockel, Sandstein, bezeichnet „1912“                                 | D-4-72-111-32 Wikidata | BW                          |
| Adlitz 43 (Standort)   | Schloss Adlitz                                               | Zweigeschossiger Walmdachbau, 1696, um 1800 verändert, an der nördlichen Fassade Altan, 1841 | D-4-72-111-7 Wikidata  | weitere Bilder              |
| Adlitz 43 (Standort)   | Scheune                                                      | Walmdachbau, 18./19. Jahrhundert                                                             | D-4-72-111-7 Wikidata  | BW                          |
| Adlitz 43 (Standort)   | Torbau mit Wirtschaftstrakt                                  | Walmdachbau mit Dachreiter, drei Tore, Ende 18. Jahrhundert                                  | D-4-72-111-7 Wikidata  | Torbau mit Wirtschaftstrakt |
| Adlitz 43 (Standort)   | Sogenannter Schwarzer Obelisk aus dem Schlosspark Buttenheim |                                                                                              | D-4-72-111-7 Wikidata  | BW                          |
| Hammerbührl (Standort) | Satteldachbau                                                | Sandsteinquader, 18./19. Jahrhundert                                                         | D-4-72-111-8 Wikidata  | BW                          |

### Brünnberg
| Lage             | Objekt      | Beschreibung                   | Akten-Nr.             | Bild |
| ---------------- | ----------- | ------------------------------ | --------------------- | ---- |
| Öples (Standort) | Feldkapelle | Satteldachbau, 19. Jahrhundert | D-4-72-111-9 Wikidata | BW   |

### Freiahorn
| Lage            | Objekt      | Beschreibung                                            | Akten-Nr.              | Bild |
| --------------- | ----------- | ------------------------------------------------------- | ---------------------- | ---- |
| Kulm (Standort) | Steinmarter | Sandsteinpfeiler mit Metall-Kruzifix, bezeichnet „1886“ | D-4-72-111-10 Wikidata | BW   |

### Hintergereuth
| Lage                       | Objekt        | Beschreibung                               | Akten-Nr.              | Bild |
| -------------------------- | ------------- | ------------------------------------------ | ---------------------- | ---- |
| Hintergereuth 4 (Standort) | Privatkapelle | Halbwalmdachbau, Kruzifix, 19. Jahrhundert | D-4-72-111-11 Wikidata | BW   |

### Hundshof
| Lage                                                                     | Objekt              | Beschreibung                                                                                                   | Akten-Nr.              | Bild |
| ------------------------------------------------------------------------ | ------------------- | --- | ---------------------- | ---- |
| In Hundshof; Von Reizendorf nach Eichig (Standort)                       | Kapelle             | Sandsteinquaderbau mit Satteldach, Giebel mit Nische und Marienfigur, bezeichnet „1863“; mit Barockausstattung | D-4-72-111-12 Wikidata | BW   |
| In Hundshof; Von Reizendorf nach Eichig, vor der Kapelle (Standort)      | Zwei Apostelfiguren | Sandstein, 16. Jahrhundert                                                                                     | D-4-72-111-12 Wikidata | BW   |
| In Hundshof; Von Reizendorf nach Eichig, seitlich der Kapelle (Standort) | Kreuzstein          | 16. Jahrhundert                                                                                                | D-4-72-111-12 Wikidata | BW   |

### Kirchahorn
| Lage                     | Objekt                  | Beschreibung | Akten-Nr.             | Bild                    |
| ------------------------ | ----------------------- | --- | --------------------- | ----------------------- |
| Aßbachwiesen (Standort)  | Kreuzstein              | Sandstein, mit Kreuzrelief, 16./17. Jahrhundert | D-4-72-111-6 Wikidata | BW                      |
| Kirchahorn 8 (Standort)  | Inschrifttafel          | Sandstein, bezeichnet „1818“ | D-4-72-111-3 Wikidata | BW                      |
| Kirchahorn 11 (Standort) | Wohnhaus, heute Rathaus | Zweigeschossiger, traufständiger Halbwalmdachbau, erste Hälfte 19. Jahrhundert | D-4-72-111-4 Wikidata | Wohnhaus, heute Rathaus |
| Kirchahorn 35 (Standort) | Pfarrkirche             | Saalbau mit Chorflankenturm, das Langhaus mit Walmdach, der Turm mit welscher Haube, Turmuntergeschosse und Chor Mitte 15. Jahrhundert, Langhaus und Turmobergeschoss 1731–39, Westportal um 1735 von Johann Michael Doser in schweren Barockformen; mit Ausstattung | D-4-72-111-1 Wikidata | weitere Bilder          |
| Kirchahorn 35 (Standort) | Friedhofsmauer          | Mit Portal, bezeichnet „1731“ | D-4-72-111-1 Wikidata | BW                      |
| Kirchahorn 41 (Standort) | Katholische Kapelle     | Neubarocker Walm- und Halbwalmdachbau mit Dachreiter, 1911–1913; mit Barockausstattung | D-4-72-111-2 Wikidata | BW                      |
| Langer Strich (Standort) | Kreuzstein              | Kalkstein, mit Kreuzrelief, 16./17. Jahrhundert | D-4-72-111-5 Wikidata | BW                      |

### Klausstein
| Lage                         | Objekt                                                                   | Beschreibung | Akten-Nr.              | Bild           |
| ---------------------------- | ------------------------------------------------------------------------ | --- | ---------------------- | -------------- |
| Gewend (Standort)            | Bildstock                                                                | Kreuzdachbildstock, Kreuzdachaufsatz auf Säulenstumpf mit Metallkreuz, Sandsteinsockel neu, Ende 17. Jahrhundert                                                       | D-4-72-111-14 Wikidata | Bildstock      |
| Klausstein 30 1/2 (Standort) | Evangelische Filialkirche, ehemalige Kapelle der abgegangenen Burg Ahorn | Verputzter Saalbau mit Satteldach, Dachreiter, im Kern 12./13. Jahrhundert, Chor 15. Jahrhundert, Umbau und Neuausstattung 1723, 1738/39 barockisiert; mit Ausstattung | D-4-72-111-13 Wikidata | weitere Bilder |

### Langweil
| Lage                  | Objekt               | Beschreibung | Akten-Nr.              | Bild                 |
| --------------------- | -------------------- | --- | ---------------------- | -------------------- |
| Langweil 1 (Standort) | Ehemaliges Forsthaus | Zweigeschossiger Halbwalmdachbau und eingeschossiger Anbau, je mit Sandstein-Pilastergliederung, Portal mit Dreiecksgiebel, 1825 Scheune, Sandsteinquaderbau mit Satteldach, um 1825 | D-4-72-111-15 Wikidata | Ehemaliges Forsthaus |

### Langweiler Wald
| Lage                                    | Objekt                                                          | Beschreibung                                                | Akten-Nr.             | Bild |
| --------------------------------------- | --------------------------------------------------------------- | ----------------------------------------------------------- | --------------------- | ---- |
| Langweiler Wald Zoggebrunnen (Standort) | Grenzstein der alten Landesgrenze zwischen Pegnitz und Bayreuth | Sandstein, bezeichnet mit „1812“                            | D-4-72-459-1          | BW   |
| Langweiler Wald Zoggebrunnen (Standort) | Steinmarter                                                     | Sandsteinsäule mit übergiebeltem Aufsatz, bezeichnet „1749“ | D-4-72-141-6 Wikidata | BW   |

### Oberailsfeld
| Lage                       | Objekt                                                               | Beschreibung | Akten-Nr.              | Bild                                                                 |
| -------------------------- | -------------------------------------------------------------------- | --- | ---------------------- | -------------------------------------------------------------------- |
| Bauernleite (Standort)     | Steinmarter                                                          | Sandsteinpfeiler mit Laternenaufsatz, am Sockel bezeichnet „1749“ | D-4-72-111-19 Wikidata | Steinmarter                                                          |
| Mühlleite (Standort)       | Kreuzstein                                                           | Kalkstein, mit Kreuzrelief, bezeichnet „1732“ | D-4-72-111-18 Wikidata | BW                                                                   |
| Oberailsfeld 22 (Standort) | Pfarrhaus                                                            | Zweigeschossiger Walmdachbau mit Sandstein-Eckgliederung, 1754–55, von Wenzel Schwesner | D-4-72-111-17 Wikidata | BW                                                                   |
| Oberailsfeld 22 (Standort) | Sandsteinpfeiler-Einfriedung mit Portal                              | | D-4-72-111-17 Wikidata | BW                                                                   |
| Oberailsfeld 23 (Standort) | Pfarrkirche Sankt Burkard                                            | Saalbau mit eingezogenem polygonalen Chor, Sandsteinlisenengliederung, Giebelreiter mit welscher Haube, Westfassade ganz in Sandstein, 1769–70, von Martin Mayer und Wenzel Schwesner; mit Ausstattung, Orgel von Engelhard Herrmann | D-4-72-111-16 Wikidata | weitere Bilder                                                       |
| Oberailsfeld 23 (Standort) | Kriegerdenkmal für die Gefallenen des Ersten und Zweiten Weltkrieges | Erste Hälfte 20. Jahrhundert | D-4-72-111-16 Wikidata | Kriegerdenkmal für die Gefallenen des Ersten und Zweiten Weltkrieges |

### Poppendorf
| Lage                     | Objekt                   | Beschreibung | Akten-Nr.              | Bild           |
| ------------------------ | ------------------------ | --- | ---------------------- | -------------- |
| Poppendorf 16 (Standort) | Pfarrhaus                | Zweigeschossiger Walmdachbau, Sandsteinquader, um 1800 | D-4-72-111-21 Wikidata | BW             |
| Poppendorf 22 (Standort) | Pfarrkirche Sankt Ulrich | Chor und Chorflankenturmuntergeschosse im Kern Ende 14. Jahrhundert, Turmobergeschoss 1696, Langhaus Saalbau mit Walmdach 1754–55, nach Plänen von Wenzel Schwesner; mit Ausstattung | D-4-72-111-20 Wikidata | weitere Bilder |
| Poppendorf 22 (Standort) | Friedhofsmauer und Tor   | 1760 | D-4-72-111-20 Wikidata | BW             |

### Rabenstein

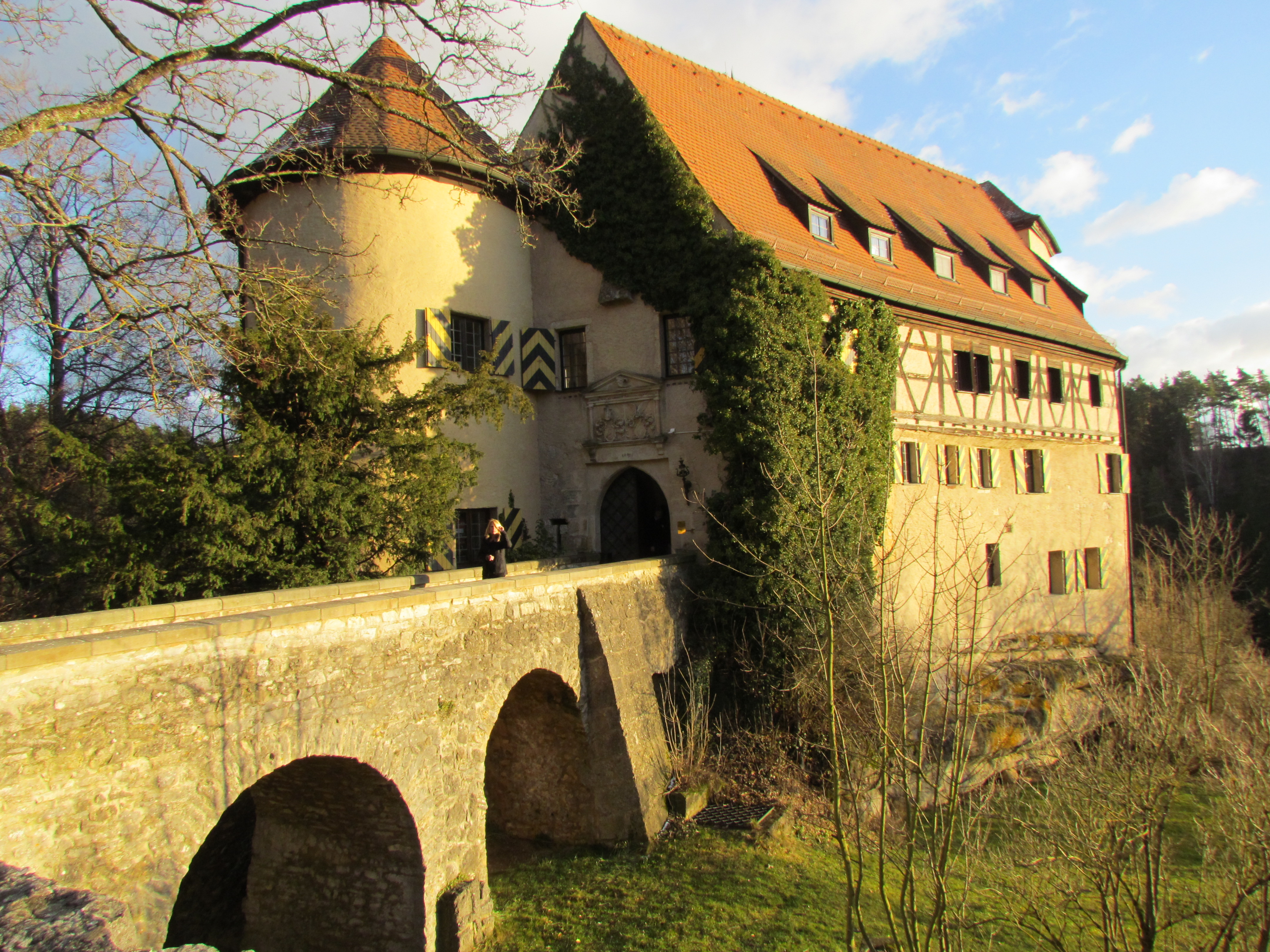
Burg Rabenstein Westseite
weitere Bilder

Die Burg Rabenstein (Lage) ist eine Höhenburg des späten 12. Jahrhunderts. Nach der Zerstörung wurde sie  1489–95 wiederaufgebaut. 1635 ist sie ausgebrannt und nur der westliche Teil wurde wiederhergestellt.1829/30 erfolgte die Restaurierung und der Ausbau. Der Ostteil wurde 1977–81 neu errichtet. Über dem Portal befindet sich ein Sandsteinrelief mit Doppelwappen Rabenstein/Kerppen von 1570. Die Burg ist unter der Aktennummer D-4-72-111-22 in der Denkmalliste geführt.
Folgende Bauteile gehören zum Gesamtobjekt:
- Bogenbrücke über Halsgraben
- Ummauerung Vorburg
- Vorgelagerte zugehörige Ökonomiegebäude, 18./19. Jahrhundert, mehrflügelige, drei- und viergeschossige Anlage, Torturm mit Kegeldach
- Hauptgebäude, Satteldachbau mit vorkragendem Fachwerkobergeschoss, über dem Portal Sandsteinrelief mit Doppelwappen Rabenstein/Kerppen, 1570
- Südteil, Satteldachbau mit Staffelgiebel, Anlage des 12. Jahrhunderts, Wiederaufbau 1489–95, 1635 ausgebrannt, seit 1819 unbewohnt, 1829/30 restauriert
- Ostteil 1977–81 neu errichtet
- Vorburg, von der Ummauerung des Vorhofes Reste im Norden und Westen sowie dreibogige Bruchsteinbrücke über den Halsgraben erhalten
- Ökonomiegebäude, Wohnhaus, heute Gasthaus, eingeschossiger Halbwalmdachbau
- Scheune, Satteldachbau, Bruchstein mit Fachwerkgiebel
- Nebengebäude, Walmdachbau, Bruchstein, Sandsteingewände, 18./19. Jahrhundert

### Reizendorf
| Lage                                       | Objekt   | Beschreibung                                              | Akten-Nr.              | Bild |
| ------------------------------------------ | -------- | --------------------------------------------------------- | ---------------------- | ---- |
| Luchergewend, Staatsstraße 2185 (Standort) | Kruzifix | Gusseisen, auf Steinsockel, zweite Hälfte 19. Jahrhundert | D-4-72-111-33 Wikidata | BW   |

### Schweinsmühle
| Lage                        | Objekt                                    | Beschreibung                                                    | Akten-Nr.              | Bild                                      |
| --------------------------- | ----------------------------------------- | --------------------------------------------------------------- | ---------------------- | ----------------------------------------- |
| Schweinsmühle 28 (Standort) | Ehemalige Mühle, sogenannte Schweinsmühle | Zweigeschossiger Halbwalmdachbau, zweite Hälfte 17. Jahrhundert | D-4-72-111-23 Wikidata | Ehemalige Mühle, sogenannte Schweinsmühle |

### Volsbach
| Lage                   | Objekt                    | Beschreibung | Akten-Nr.              | Bild           |
| ---------------------- | ------------------------- | --- | ---------------------- | -------------- |
| Au (Standort)          | Sandsteinmarter           | Barocke Säule mit korinthischem Kapitell, im Aufsatz Krönung Mariae durch die Dreifaltigkeit, 18. Jahrhundert | D-4-72-111-27 Wikidata | BW             |
| Höhe (Standort)        | Kruzifix                  | Gusseisen, auf Sandsteinsockel, zweite Hälfte 19. Jahrhundert | D-4-72-111-34 Wikidata | BW             |
| Volsbach 3 (Standort)  | Wegkapelle                | Satteldachbau, betender Christus, 16. Jahrhundert | D-4-72-111-25 Wikidata | BW             |
| Volsbach 25 (Standort) | Pfarrhaus                 | Zweigeschossiger, barocker Walmdachbau mit Lisenengliederung, Sandsteinquader, 1760, von Wenzel Schwesner | D-4-72-111-26 Wikidata | BW             |
| Volsbach 31 (Standort) | Pfarrkirche Mariae Geburt | Spätgotischer Saalbau mit Walmdach 1471, Südturm mit Spitzhelm erste Hälfte 15. Jahrhundert, Chor und Sakristei um 1510, Restaurierung und neugotische Ausstattung 1901 Kirchhofmauer, Sandsteinquader und Kalkstein, mit Sandsteinpfeiler-Portal; Friedhofskruzifix, Sandstein, 19. Jahrhundert | D-4-72-111-24 Wikidata | weitere Bilder |
| Weizenreut (Standort)  | Waldkapelle               | Satteldachbau, Sandsteinquader, bezeichnet „1818“; mit Ausstattung | D-4-72-111-28 Wikidata | BW             |

### Weiher
| Lage                | Objekt                                          | Beschreibung | Akten-Nr.              | Bild |
| ------------------- | ----------------------------------------------- | --- | ---------------------- | ---- |
| Weiher 1 (Standort) | Wirtschaftstrakt des ehemaligen Wasserschlosses | Zweigeschossiger Walmdachbau, bezeichnet „1592“, über der Tür Wappenrelief, bezeichnet „1857“ Sandstein-Torpfeiler mit Kugelbekrönung, 18. Jahrhundert | D-4-72-111-29 Wikidata | BW   |

## Ehemalige Baudenkmäler
In diesem Abschnitt sind Objekte aufgeführt, die früher einmal in der Denkmalliste eingetragen waren, jetzt aber nicht mehr. Objekte, die in anderem Zusammenhang also z. B. als Teil eines Baudenkmals weiter eingetragen sind, sollen hier nicht aufgeführt werden. Aktennummern in diesem Abschnitt sind ehemalige, jetzt nicht mehr gültige Aktennummern.

| Lage                        | Objekt        | Beschreibung                                                                                             | Akten-Nr.              | Bild |
| --------------------------- | ------------- | --- | ---------------------- | ---- |
| Weiher Weiher 11 (Standort) | Wohnstallhaus | Zweigeschossiger Bau mit verputztem Fachwerkobergeschoss, Schieferdeckung, 18. Jahrhundert; Nebengebäude | D-4-72-111-30 Wikidata | BW   |